# Campazas (kommun)
Campazas är en kommun i Spanien.   Den ligger i provinsen Provincia de León och regionen Kastilien och Leon, i den nordvästra delen av landet, 240 km nordväst om huvudstaden Madrid. Antalet invånare är 151. Arean är 20,9 kvadratkilometer. Campazas gränsar till Fuentes de Carbajal, Valderas, Villaquejida och Villaornate y Castro. 
Terrängen i Campazas är platt.